# Assioma dell'insieme potenza
In matematica, l'assioma dell'insieme potenza è uno degli assiomi della teoria degli insiemi di Zermelo-Fraenkel.
Nel linguaggio formale degli assiomi di Zermelo-Fraenkel, l'assioma si scrive:
{\displaystyle \forall A,\exists \;{{\mathcal {P}}(A)},\forall B:B\in {{\mathcal {P}}(A)}\iff (\forall C:C\in B\implies C\in A)}
Oppure a parole:
Dato un generico insieme A, esiste un insieme {\displaystyle {\mathcal {P}}(A)} tale che, dato un generico insieme B, B è un elemento di {\displaystyle {\mathcal {P}}(A)} se e solo se B è un sottoinsieme di A.
Per l'assioma di estensionalità questo insieme è unico.
Chiamiamo l'insieme {\displaystyle {\mathcal {P}}(A)} insieme potenza di A. Quindi l'essenza dell'assioma è:
Ad ogni insieme corrisponde un insieme potenza.
L'assioma dell'insieme potenza è generalmente considerato non controverso, e appare in questa forma o in una forma equivalente in quasi tutte le assiomatizzazioni alternative della teoria degli insiemi.

## Conseguenze
L'assioma dell'insieme potenza permette la definizione del prodotto cartesiano di due insiemi {\displaystyle X} e {\displaystyle Y}:
{\displaystyle X\times Y=\{(x,y):x\in X\land y\in Y\}.}
Il prodotto cartesiano è un insieme dal momento che
{\displaystyle X\times Y\subseteq {\mathcal {P}}({\mathcal {P}}(X\cup Y)).}
Si può definire il prodotto cartesiano di ogni collezione finita di insiemi ricorsivamente:
{\displaystyle X_{1}\times \cdots \times X_{n}=(X_{1}\times \cdots \times X_{n-1})\times X_{n}.}